# Gymnasium Georgianum (Vreden)
Das Städtische Gymnasium Georgianum in Vreden ist eine von drei weiterführenden Schulen der Stadt Vreden. Am Georgianum werden 680 Schülerinnen und Schüler der Klassenstufen 5 bis 12 von ca. 60 Lehrkräften unterrichtet.

## Geschichte
Das Gymnasium Georgianum verdankt seine Existenz der Initiative Vredener Bürger, die ihren Söhnen und katholischen jungen Menschen im Grenzgebiet mit den protestantischen Niederlanden nach dem Dreißigjährigen Krieg und im Zuge der Gegenreformation eine Wiederbelebung des katholischen Glaubens, verbunden mit einer humanistischen Bildung, ermöglichen wollten.
1677 beauftragte der damalige Bischof von Münster, Christoph Bernhard von Galen, die Vredener Franziskaner, die zur sächsischen Ordensprovinz (Saxonia) gehörten, mit der Gründung des Gymnasiums, das den Namen der lange einzigen Pfarrei Vredens, St. Georg, erhalten sollte. Damit sollte verdeutlicht werden, dass das Gymnasium und die Pfarrei vom gleichen „Verlangen nach Tugend“ und vom gleichen „Glaubenseifer“ angetrieben sein sollten und dass das Gymnasium diesen Zielen durch die „Liebe zu den Wissenschaften“ und zu den „humanistischen Studien“ (Latein, Theologie, Philosophie, Rhetorik, …) dienen konnte (zitiert nach der Gründungsurkunde).
Die Franziskaner besaßen in Vreden seit 1641 eine Niederlassung; die Gründung hatte sich wegen der Kriegssituation um ein Jahr verzögert. Die Brüder kamen aus dem Konvent in Dorsten. 1648 wurde das Kloster in Vreden zum Konvent erhoben. 1681 begann der Bau der Klosterkirche, 1729 wurden die Klostergebäude durch einen Neubau ersetzt. Neben dem Gymnasium bestand in Vreden auch ein Ordensstudium für die Ausbildung des Nachwuchses der Saxonia in Philosophie, und das 1651 gegründete Vredener Klarissenkloster war den Franziskanern unterstellt.
In der Zeit der Säkularisation und Klosterschließungen war den Franziskanern 1803 durch Fürst Konstantin zu Salm-Salm der Fortbestand des Klosters in Vreden zugesichert worden. Nach der Zerstörung des Gymnasiums, der Kirche und des Klosters durch einen schweren Stadtbrand im Jahre 1811 kehrten die Franziskaner jedoch nicht wieder nach Vreden zurück, da am 14. November 1811 in Münster die Anweisung von Kaiser Napoleon publiziert wurde, dass mit vier anderen Klöstern der Saxonia auch das Haus in Vreden aufgehoben werden sollte.
1822 wurde ein Progymnasium errichtet, das dann – nach mehreren Krisen – 1879 als Rektoratsschule in kirchliche Trägerschaft gelangte und 1921 in eine Höhere Stadtschule für Jungen und Mädchen umgewandelt wurde. Nach der Zerstörung im Zweiten Weltkrieg konnte 1952 das heutige Schulgebäude bezogen werden. Das Progymnasium wurde 1965 zu einem Vollgymnasium ausgebaut.

## Ehemalige Schüler
in der Reihenfolge des Geburtsjahres
- Martin Plewa (* 1950), ehemaliger Bundestrainer der Vielseitigkeitsreiter und Olympiasieger
- Johannes Röring (* 1959), Bundestagsabgeordneter (2005–2021) und Landwirtschaftsfunktionär
- Norbert Wesseler (* 1959), Polizeipräsident in Dortmund (2012–2014) und Düsseldorf (2014–2023)
- Ralf Banken (* 1962), Wirtschaftshistoriker
- Ulrike Tillmann (* 1962), Mathematik-Professorin in Oxford
- Ingrid Laubrock (* 1970), Jazzmusikerin
- Markus Trautmann (* 1970), Priester und Biograph
- Ramin Bijan (* 1972), Bassist der Bands Die Türen und Samba
- Jörg Philipp Terhechte (1975–2024), Rechtswissenschaftler und Universitätsprofessor an der Leuphana Universität Lüneburg
- Charlotte Quik (* 1982), Landtagsabgeordnete